# 안양우편집중국
안양우편집중국(安養郵便集中局)은 대한민국 우정사업본부 소속의 우편집중국이다. 2002년 5월 7일 개국하였다. 경기도 안양시 동안구 평촌대로 212(관양동)에 위치한다.

## 주 업무
- 권역국 접수우편물 구분 발송
- 도착우편물 배달 구분
- 다량우편물 접수 및 구분 발송

## 연혁
| 년도           | 내용 |
| -------------- | --- |
| 2002년 5월 7일 | 안양우편집중국 신설(대통령령 제17612호)                                                                          |
| 2002년 7월 8일 | 안양우편집중국 업무개시(군포, 서울금천, 안양, 안산, 광명)                                                        |
| 2003년 1월 1일 | 소포위탁배달 실시                                                                                                |
| 2011년 1월 1일 | 통상우편 권역국 수용(서울관악, 서울동작) 소포 권역국 이관(군포, 안양, 광명) [안양우편집중국 -> 안양우편물류센터] |
| 2014년 3월 1일 | 소포 권역국 이관(서울금천, 안산) [안양우편집중국 -> 안양우편물류센터] 통상 전용국 전환                           |
| 2015년 7월 6일 | 통상우편 성남우편집중국 권역 6국 수용(성남, 성남분당, 용인, 용인수지, 경기광주, 이천)                            |

## 관할구역
- 서울특별시(관악구, 동작구, 구로구, 금천구), 광명시, 안산시, 안양시, 과천시, 군포시, 의왕시, 용인시, 광주시, 이천시

### 관할 수용국
- 통상우편물
  - 광명우체국
  - 군포우체국
  - 안산우체국
  - 안양우체국
  - 용인우체국
  - 용인수지우체국
  - 경기광주우체국
  - 이천우체국
  - 서울금천우체국
  - 서울동작우체국
  - 서울관악우체국

## 조직

### 안양우편집중국
- 물류총괄과
  - 총괄계
  - 소통계
    - 통상팀
    - 발착팀
    - 특수팀

  - 접수계
- 지원기술과
  - 우편기계계
  - 청사동력계
  - 지원팀
- 지도노무실

### 관할우체국
- 안양우편물류센터(소포 전용국)